# Zasłonak łzawy

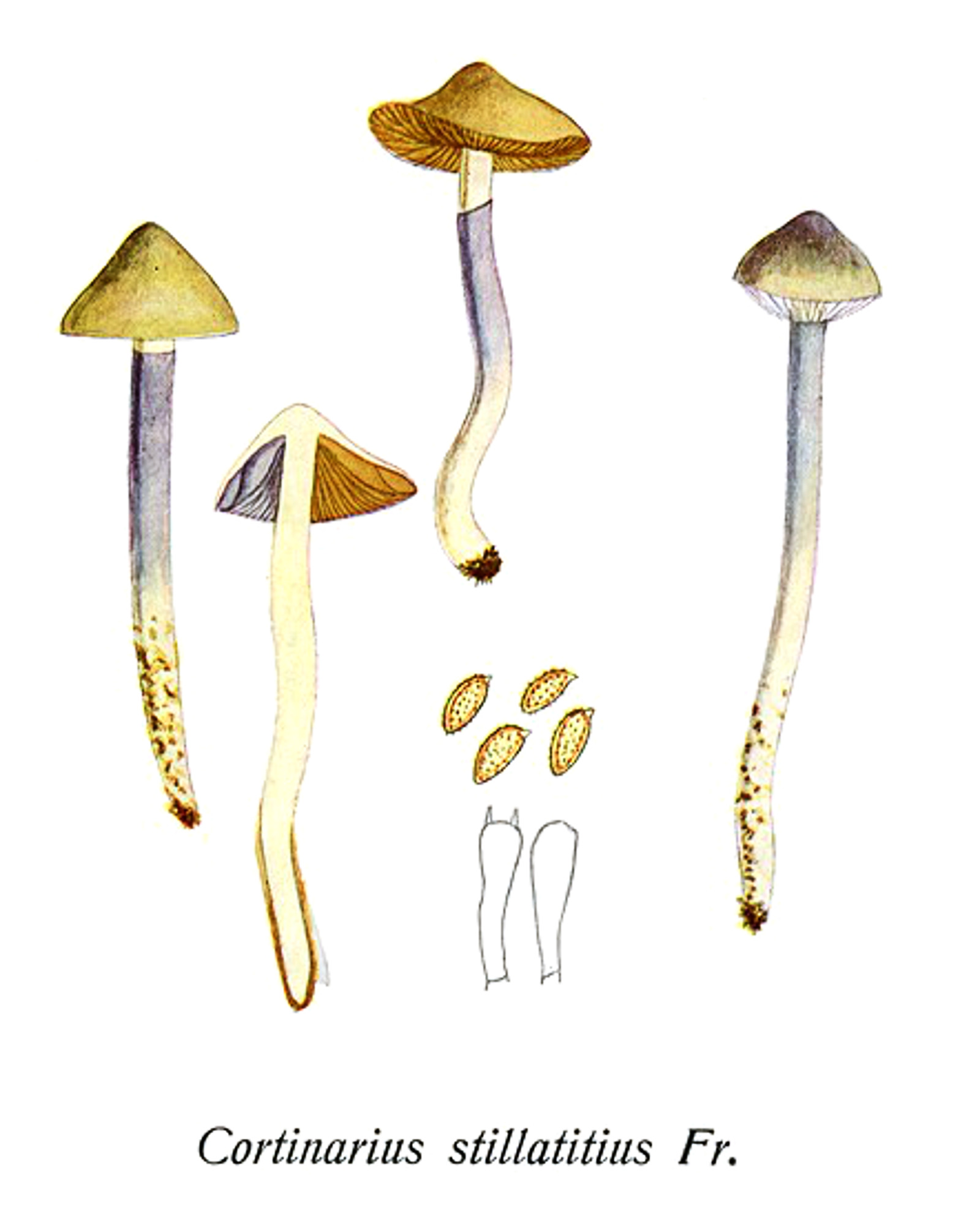

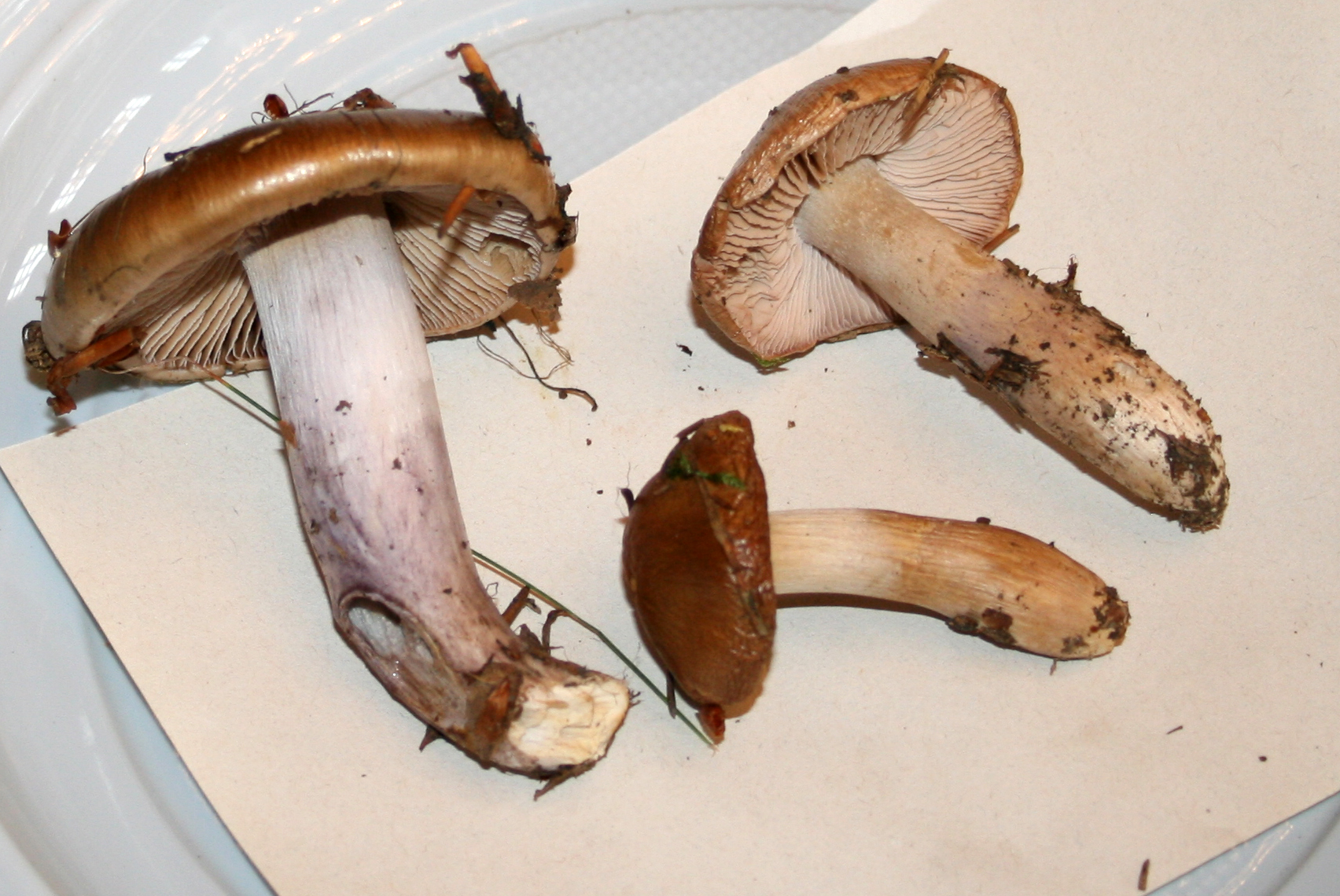

Zasłonak łzawy (Cortinarius stillatitius (Fr.) Fr.) – gatunek grzybów należący do rodziny zasłonakowatych (Cortinariaceae).

## Systematyka i nazewnictwo
Pozycja w klasyfikacji według Index Fungorum: Cortinarius, Cortinariaceae, Agaricales, Agaricomycetidae, Agaricomycetes, Agaricomycotina, Basidiomycota, Fungi.
Po raz pierwszy opisał go Elias Fries w 1838 r. Synonimy:
- Cortinarius stillatitius f. maximus Moënne-Locc. 2000
- Cortinarius stillatitius Fr. 1838 f. stillatitius
- Cortinarius stillatitius var. emunctus Quél. 1884
- Cortinarius stillatitius Fr. 1838 var. stillatitius

Nazwę polską nadał Andrzej Nespiak w 1975 r. Opisywał ten gatunek także jako zasłonak zwodniczy (C. pseudosalor J.E. Lange).

## Morfologia
Kapelusz
Średnica 3–8 cm, za młodu dzwonkowaty, potem płaski z tępym garbem. W stanie suchym gładki, błyszczący i kleisty, w stanie wilgotnym bardzo śliski. Powierzchnia oliwkowa lub szara do ochrowobrązowej, przy brzegu u młodych okazów jaśniejsza – różowofioletowa. Brzeg pofałdowany i pomarszczony. U starszych okazów kapelusz robi się higrofaniczny.
Blaszki
Szeroko przyrośnięte, brzuchate i pofałdowane, początkowo szare, potem rdzawobrązowe. Ostrza różowofioletowe.
Trzon
Wysokość 5–9 cm, grubość około 1,5 cm, walcowaty, u podstawy nieco zwężający się. Powierzchnia śliska, czasami strefowana, powyżej strefy pierścieniowej biaława, poniżej o barwie białawej, jasnofioletowej lub niebieskofioletowej,.
Miąższ
Białawy, kremowy, lub jasnobrązowy, wodnisty. Zapach lekko miodowy.
Zarodniki
Z trzoneczkami, umiarkowanie brodawkowane, o rozmiarach 13–16 × 7–9 μm. Wysyp zarodników rdzawobrązowy.
Gatunki podobne
Zasłonak wyniosły (Cortinarius livido-ochraceus) również ma śliski kapelusz z pomarszczonym brzegiem, odróżnia się długim i ukorzeniającym się trzonem. Zasłonaka śluzowatego (Cortinarius collinitus) można odróżnić tylko na podstawie cech mikroskopowych. Kleisty i śluzowaty jest także zasłonak śluzakowaty. Odróżnia się jaśniejszym kapeluszem i białawą osłoną.

## Występowanie i siedlisko
Znany jest tylko w Europie i Ameryce Północnej. W piśmiennictwie naukowym na terenie Polski do 2003 r. podano 4 stanowiska. Aktualne stanowiska tego gatunku w Polsce podaje internetowy atlas grzybów.
Grzyb mykoryzowy. Rośnie na ziemi w różnego typu lasach. Owocniki wytwarza od sierpnia do października.
Grzyb niejadalny.